# كتيبة الشرطة 303
كتيبة الشرطة 303 (Polizeibattalion 303) عبارة عن تشكيل لشرطة النظام الألمانية (الشرطة النظامية) خلال العصر النازي. خلال عملية بارباروسا، كانت تابعة لقوات الأمن الخاصة ونشرت في المناطق التي تحتلها ألمانيا، وتحديدا gمجموعة جيوش المنطقة الخلفية الوسطى، في الاتحاد السوفيتي، كجزء من فوج الشرطة الجنوبي. جنبا إلى جنب مع تشكيلات من أينزاتسغروبن التابعة لشرطة الأمنية الألمانية ولواء المشاة إس إس الأول التابع لفافن إس إس، ارتكبت أعمال القتل الجماعي في الهولوكوست وكانت مسؤولة عن جرائم واسعة النطاق ضد الإنسانية استهدفت السكان المدنيين.

## الخلفية والتكوين
كانت شرطة النظام الألمانية (الشرطة النظامية) أداة رئيسية لجهاز الأمن في ألمانيا النازية. خلال فترة ما قبل الحرب، تعاون كل من قائد قوات الأمن الخاصة هينريش هيملر وكورت داليج، قائد شرطة النظام، في تحويل قوة شرطة جمهورية فايمار إلى تشكيلات عسكرية جاهزة لخدمة أهداف النظام المتمثلة في الفتح والإبادة العرقية. تشكلت قوات الشرطة أولاً في تشكيلات بحجم الكتيبة لغزو بولندا عام 1939، حيث تم نشرها لأغراض أمنية وشرطية، كما شاركت في عمليات الإعدام والترحيل الجماعي. 
تم تعيين 23 كتيبة من شرطة النظام للمشاركة في غزو الاتحاد السوفيتي عام 1941، والمعروفة باسم عملية بارباروسا. تم ربط تسعة فرق أمنية في الفيرماخت. تم تخصيص كتيبتين لدعم أينزاتسغروبن، وهي فرق الموت المتنقلة التابعة لقوات الأمن الخاصة، ومنظمة تودت. تم تشكيل اثني عشر في أفواج، ثلاث كتائب لكل منها، وتم تعيينهم كفوج الشرطة - الوسط، والشمالي والجنوبي، وفوج الشرطة الخاص.  كانت أهداف كتائب الشرطة هي تأمين المؤخرة من خلال القضاء على فلول قوات العدو، وحراسة أسرى الحرب، وحماية خطوط الاتصالات والمرافق الصناعية التي تم الاستيلاء عليها. كما تضمنت تعليماتهم، كما ذكر دالوج، «مكافحة العناصر الإجرامية، وقبل كل شيء العناصر السياسية». 
جنبا إلى جنب مع كتيبة الشرطة 45 و314، تم تعيين كتيبة الشرطة 303 إلى فوج الشرطة الجنوبية. تتألف الكتيبة التي تضم حوالي 550 رجلاً من مجندين تم تعبئتهم من مجموعات عام 1905-1915. كان يقودهم مهنيون في الشرطة، غارقين في الأيديولوجية النازية وقادهتم معاداة السامية ومعاداة البلشفية.  تم وضع الفوج تحت قيادة هيرمان فرانز، وهو شرطي محترف كان قد خدم سابقًا في شرطة النظام في بولندا المحتلة.  عندما عبر الفوج الحدود الألمانية السوفيتية، أصبح خاضعًا لسيطرة فريدريش جيكلن، القائد الأعلى لقوات الأمن والشرطة (HSS-PF) لمجموعة الجيوش الجنوبية في أوكرانيا. 

## التاريخ التشغيلي
تصاعدت أنشطة كتيبة الشرطة 303 إلى الإبادة الجماعية أثناء وجودها في الاتحاد السوفيتي المحتل. خلال أشهر الصيف، شاركت الكتيبة في أعمال مشتركة مع لواء المشاة إس إس الأول التابع لفافن إس إس، حيث قدمت كل الدعم وقامت بعمليات قتل مستقلة. أشار تقرير الكتيبة الصادر في 19 أغسطس إلى أركان القيادة Reichsführer-SS (فريق العمليات الخاص بقوات الأمن الخاصة للغزو) إلى أن الكتيبة واللواء شاركا في «قتال العصابات». 
خلال المذبحة التي وقعت في بابي يار، شاركت الكتائب الثلاث في الفوج. طوقت الشرطة المنطقة، في حين قام ساندركوماندوس 4 أ وفصيل من رجال فافن_إس إس بإطلاق النار. 
أبطأت أنشطة القتل التي قامت بها كل من فصائل أينزاتسغروبن وفوج الشرطة الجنوبي من تقدم الفيرماخت، حيث تمكن المزيد من اليهود من الهرب شرقًا وكانت كثافة السكان اليهود قبل الحرب أقل في شرق أوكرانيا. ومع ذلك، استمرت عمليات القتل، واستهدفت اليهود والشيوعيين و«العناصر المشبوهة».  في يوليو 1942، تم إعادة تشكيل الفوج ليكون فوج الشرطة العاشر. 

## ما بعد
لم يتم الإعلان عن الشرطة ككل منظمة إجرامية من قبل الحلفاء، على عكس قوات الأمن الخاصة. كان أعضاؤها قادرين على إعادة الاندماج في المجتمع إلى حد كبير دون تحرش، مع عودة الكثيرين إلى وظائف الشرطة في النمسا وألمانيا الغربية. 

## Bibliography
- Brandon، Ray؛ Lower، Wendy (2008). The Shoah in Ukraine: History, Testimony, Memorialization. Indiana University Press. ISBN:978-0-253-35084-8. {{استشهاد بكتاب}}: تجاهل المحلل الوسيط |last-author-amp= لأنه غير معروف، ويقترح استخدام |name-list-style= (مساعدة)
- Breitman، Richard (1998). Official Secrets: What the Nazis Planned, What the British and Americans Knew. New York: Hill and Wang/Farrar Straus & Giroux. مؤرشف من الأصل في 2020-01-26.
- Longerich، Peter (2010). Holocaust: The Nazi Persecution and Murder of the Jews. Oxford; New York: Oxford University Press. ISBN:978-0-19-280436-5. مؤرشف من الأصل في 2022-05-09.
- Persico، Joseph E. (22 أكتوبر 2002). Roosevelt's Secret War: FDR and World War II Espionage. راندوم هاوس. ISBN:0-3757-6126-8.
- Showalter، Dennis (2005). Hitler's Police Battalions: Enforcing Racial War in the East. Kansas City: University Press of Kansas. ISBN:978-0-7006-1724-1.
- Smith، Michael (2004). "Bletchley Park and the Holocaust". في Scott، L. V.؛ Jackson، P. D. (المحررون). Understanding Intelligence in the Twenty-First Century: Journeys in Shadows. ISBN:0714655333.
- Tessin، Georg؛ Kannapin، Norbert (2000). Waffen-SS und Ordnungspolizei im Kriegseinsatz 1939 - 1945: ein Überblick anhand der Feldpostübersicht. Osnabrück: Biblio-Verlag. ISBN:3-7648-2471-9. {{استشهاد بكتاب}}: تجاهل المحلل الوسيط |last-author-amp= لأنه غير معروف، ويقترح استخدام |name-list-style= (مساعدة)
- Westermann، Edward B. (2005). Hitler's Police Battalions: Enforcing Racial War in the East. Kansas City: University Press of Kansas. ISBN:978-0-7006-1724-1.

## Further reading
- Blood، Phillip W. (2006). [[Hitler's Bandit Hunters: The SS and the Nazi Occupation of Europe|Hitler's Bandit Hunters: The SS and the Nazi Occupation of Europe]]  [[d:Q29060316#sitelinks-wikipedia|[لغات أخرى]]]‏. Potomac Books. ISBN:978-1-59797-021-1. {{استشهاد بكتاب}}: تعارض مسار مع وصلة (مساعدة)
- Megargee، Geoffrey P.، المحرر (2009). Encyclopedia of Camps and Ghettos, 1933–1945. Bloomington: Indiana University Press. ج. Volume II. ISBN:0-253-35328-9. {{استشهاد بكتاب}}: |المجلد= يحوي نصًّا زائدًا (مساعدة)